# Xaniona tangerica
Xaniona tangerica är en insektsart som först beskrevs av Matsumura 1908.  Xaniona tangerica ingår i släktet Xaniona och familjen dvärgstritar.
Artens utbredningsområde är Marocko. Inga underarter finns listade i Catalogue of Life.